# Сражение при Пи-Ридже
Сражение при Пи-Ридже (англ. Battle of Pea Ridge), также известное как Сражение у таверны «Лосиный рог» (англ. Battle of Elkhorn Tavern) — эпизод Гражданской войны в США, имевший место 6—8 марта 1862 года у города Пи-Ридж на северо-западе штата Арканзас. В этом сражении войска Союза под командованием бригадного генерала Сэмюэля Кёртиса победили силы Конфедерации под командованием генерал-майора Эрла Ван Дорна. Итог битвы обеспечил контроль Союза над штатом Миссури и северной частью штата Арканзас. Это был один из немногих случаев, когда южане численно превосходили северян.

## Предыстория
В конце 1861 — начале 1862 года армия США выбила конфедеративные войска под командованием генерал-майора Стерлинга Прайса за пределы штата Миссури. К началу весны 1862 года бригадный генерал северян Сэмюэль Кёртис принял решение преследовать конфедератов в штате Арканзас со своей Юго-Западной армией.
Армия Кёртиса — примерно 10 250 солдат (преимущественно из штатов Айова, Индиана, Иллинойс, Миссури и Огайо) и 50 орудий — двинулась на территорию округа Бентон вдоль реки Литл-Шугар-Крик. Более половины армии составляли переселенцы из Германии, сведенные в 1-ю и 2-ю дивизии под общим командованием бригадного генерала Франца Зигеля, также переселенца из Германии. Узнав, что во главе армии поставлен не он, а Кёртис, Зигель пригрозил подать в отставку. Чтобы уравновесить этнический состав армии, большинство полков, укомплектованных уроженцами Америки, были включены в 3-ю и 4-ю дивизии, подчинявшиеся непосредственно Кёртису.
По причине удаленности от тылов и недостатка подкреплений, необходимых Кёртису для дальнейшего наступления, генерал решил остаться на достигнутом рубеже и возвёл на северном берегу реки сильную оборонительную линию, поместив артиллерию на направление наиболее вероятной атаки конфедератов с юга.
Командующий силами южан, генерал-майор Эрл Ван-Дорн, был назначен главнокомандующим Замиссисипским округом с целью погасить затянувшийся конфликт между генералами Стерлингом Прайсом из Миссури и Бенджамином Мак-Каллохом из Техаса. Всего Западная армия Ван-Дорна насчитывала 16 000 человек, в числе которых было 800 индейцев, миссурийские части под командованием Прайса, а также кавалерийские, пехотные и артиллерийские части из Техаса, Арканзаса, Луизианы и Миссури под командованием Мак-Каллоха.
Ван-Дорн знал о вторжении армии северян в Арканзас и намеревался разгромить силы Кёртиса с целью вновь открыть южанам дорогу в штат Миссури. Его замысел заключался в том, чтобы обойти позиции северян с фланга и ударить им в тыл, в результате чего северяне должны быть отброшены на север или окружены и уничтожены. Ван-Дорн приказал своим войскам выступить в поход налегке: каждый солдат нес с собой лишь провизию на три дня, 40 патронов и одеяло. У каждой дивизии также был обоз с боеприпасами и запас провизии на один день. Все прочие припасы, включая палатки и посуду, были оставлены.

## Силы сторон

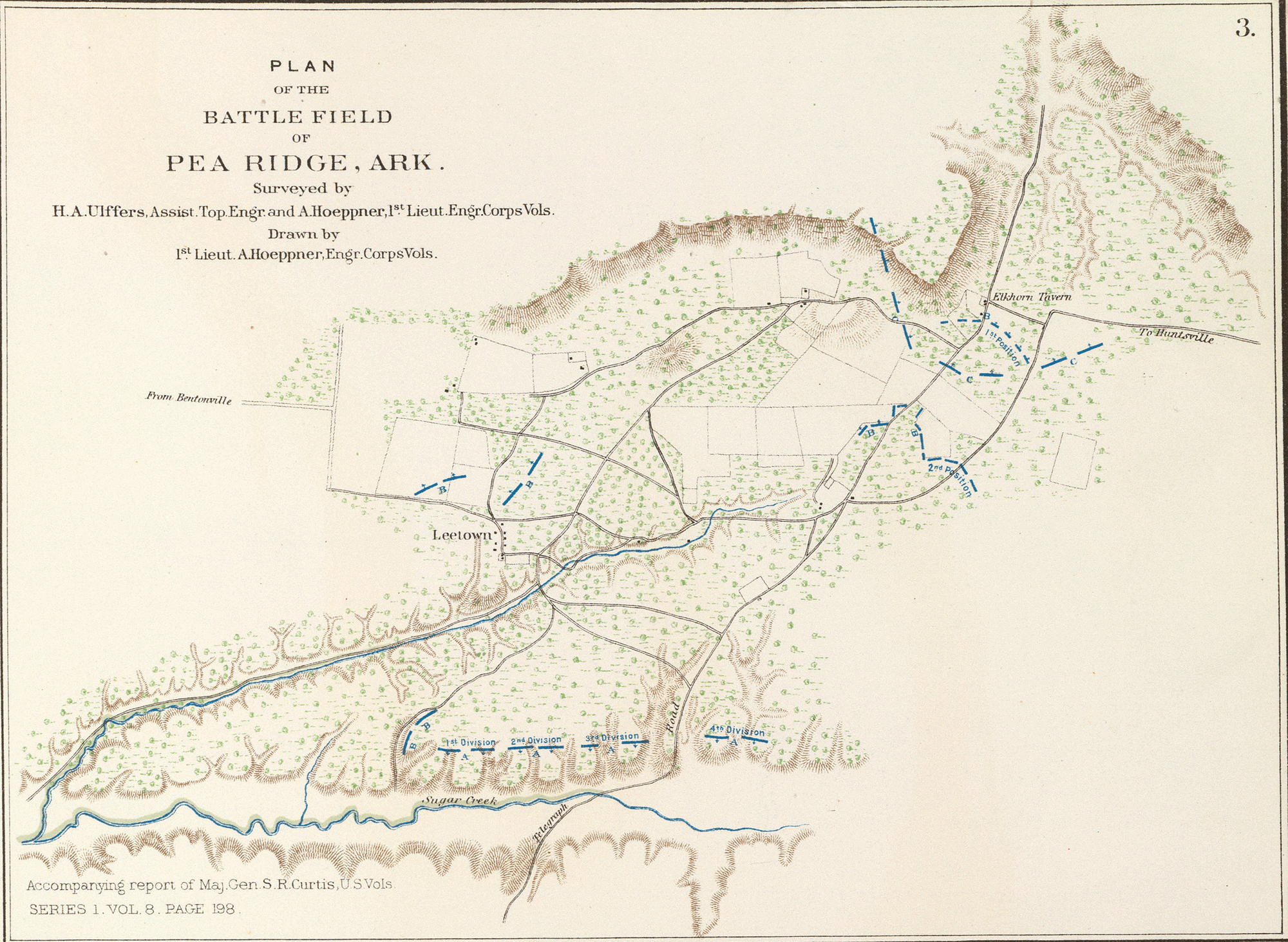
Первая фаза сражения

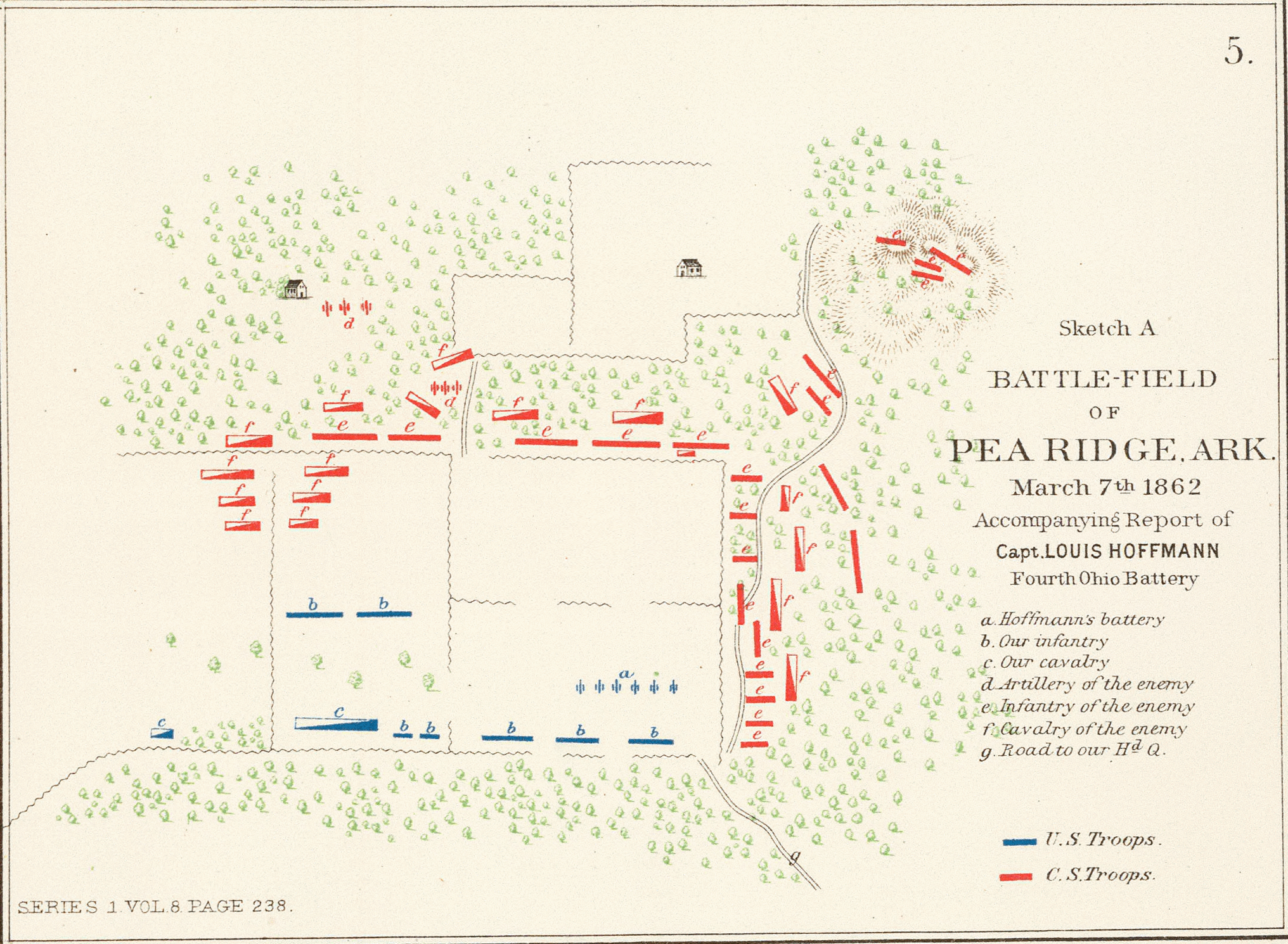
Вторая фаза сражения

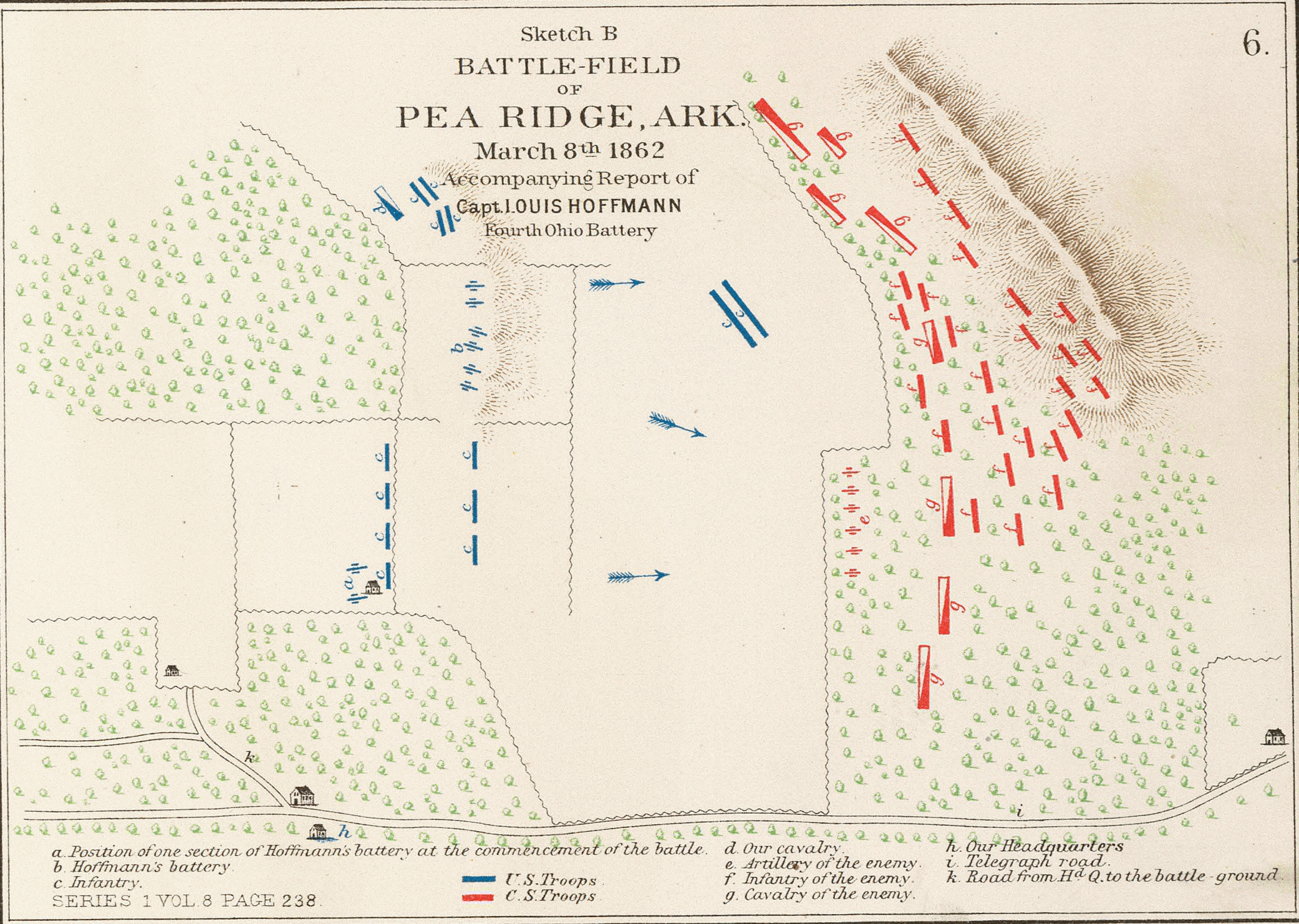
Третья фаза сражения

### Соединенные Штаты
- Штабные части:
  - 5 рот 24-го Миссурийского пехотного полка (майор Илай Уэстон)
  - Роты A, B, F, H и I 3-го Айовского кавалерийского полка (полковник Сайрус Басси)
  - Роты A, B, C, D и M Миссурийского кавалерийского батальона Боуэна с 4 горными гаубицами (майор Уильям Боуэн)
- I дивизия (полковник Питер Остерхаус)
  - 1-я бригада (полковник Питер Остерхаус)
    - 25-й Иллинойсский пехотный полк (полковник Уильям Коулер)
    - 44-й Иллинойсский пехотный полк (полковник Чарльз Кнобельсфдорфф)
    - 17-й Миссурийский пехотный полк без роты A (Майор Август Поутен)

  - 2-я бригада (полковник Николас Грузел)
    - 36-й Иллинойсский пехотный полк без роты F (полковник Николас Грузел)
    - 12-й Миссурийский пехотный полк без роты E (Майор Хьюго Вангелин)

  - Артиллерия
    - 4-я Независимая батарея Огайской легкой артиллерии (капитан Луис Хоффман)
    - Независимая батарея Уэлфли из Миссурийской легкой артиллерии (капитан Мартин Уэлфли)
- II дивизия (бригадный генерал Александр Эсбот)
  - 1-я бригада (полковник Фредерик Шейфер)
    - 2-й Миссурийский пехотный полк (подполковник Бернард Лэйболдт)
    - 15-й Миссурийский пехотный полк без роты B (полковник Фрэнсис Джолиат)

  - Артиллерия
    - 1-я Миссурийская летучая артиллерийская батарея (капитан Густавус Элберт)
    - 2-я Независимая батарея Огайской легкой артиллерии (лейтенант Уильям Чэпмэн)

  - Отдельные части
    - Роты B, C и E 3-го Миссурийского пехотного полка (майор Джозеф Конрад)
    - Роты A, C, D, E, F и I 4-го Миссурийского кавалерийского полка (майор Эмерик Межарос)
    - 5-й Миссурийский кавалерийской полк (полковник Джозеф Неметт)
- III дивизия (полковник Джефферсон Дэвис)
  - 1-я бригада (полковник Томас Пэттисон)
    - 8-й Индианский пехотный полк (полковник Уильям Бентон)
    - 18-й Индианский пехотный полк (подполковник Генри Уошберн)
    - 22-й Индианский пехотный полк без роты B (подполковник Джон Хендрикс)
    - 1-я батарея Индианской легкой артиллерии (капитан Мартин Клаусс)

  - 2-я бригада (полковник Джулиус Уайт)
    - 37-й Иллинойсский пехотный полк (подполковник Майрон Барнс)
    - 59-й Иллинойсский пехотный полк (подполковник Кэлвин Фредерик)
    - Батарея A из 2-го полка Иллинойсской легкой артиллерии (капитан Питер Дэвидсон)

  - Отдельные части
    - Роты B, F, G, H, I, K, L и M 1-го Миссурийского кавалерийского полка (полковник Кэлвин Эллис)
- IV дивизия (полковник Юджин Карр)
  - 1-я бригада (полковник Гренвилл Додж)
    - 4-й Айовский пехотный полк (подполковник Джон Галлиган)
    - 35-й Иллинойсский пехотный полк (полковник Густавус Смит)
    - 3-й Иллинойсский кавалерийский полк (майор Джон Мак-Коннелл)
    - 1-я Независимая батарея Айовской лёгкой артиллерии (капитан Джуниус Джонс)

  - 2-я бригада (полковник Уильям Вандевер)
    - 9-й Айовский пехотный полк (подполковник Фрэнсис Херрон)
    - 25-й Миссурийский пехотный полк (полковник Джон Фелпс)
    - 3-я Независимая батарея Айовской лёгкой артиллерии (Капитан Мортимер Хэйден)

### Конфедерация
- ПРАВОЕ КРЫЛО
  - Дивизия Мак-Каллоха (бригадный генерал Бенджамин Мак-Каллох)
    - Пехотная бригада Хеберта (полковник Луис Хеберт)
      - 3-й Луизианский пехотный полк (майор Уилл Туннард)
      - 4-й Арканзасский пехотный полк (полковник Эвандер Мак-Нэйр)
      - 14-й Арканзасский пехотный полк (полковник Уильям Митчелл)
      - 15-й Арканзасский пехотный полк (полковник Дэндридж Мак-Рэй)
      - 16-й Арканзасский пехотный полк (полковник Джон Хилл)
      - 17-й Арканзасский пехотный полк (полковник Фрэнк Ректор)
      - 1-й Арканзасский конно-стрелковый полк в пешем строю (полковник Томас Джеймс Черчилль)
      - 2-й Арканзасский конно-стрелковый полк в пешем строю (полковник Бенджамин Эмбри)
      - 4-й Техасский кавалерийский батальон в пешем строю (Майор Джон Уитфилд)

    - Кавалерийская бригада Макинтоша (бригадный генерал Джеймс Макинтош)
      - 3-й Техасский кавалерийский полк (полковник Элкана Грир)
      - 6-й Техасский кавалерийский полк (полковник Уоррен Стоун)
      - 9-й Техасский кавалерийский полк (полковник Уильям Симс)
      - 11-й Техасский кавалерийский полк (полковник Уильям Янг)
      - 1-й  Техасский кавалерийский батальон (майор Филлип Крамп) — в сражении не участвовал
      - 1-й Арканзасский кавалерийский батальон (майор Уильям Брукс)

    - Артиллерия
      - Арканзасская батарея Харта (капитан Уильям Харт)
      - Арканзасская батарея Прованса (капитан Дэвид Прованс)
      - Арканзасская батарея Гэйнса (капитан Джеймс Гэйнс)
      - Техасская батарея Гуда (капитан Джон Гуд)

  - Отдельные части
    - Индейская бригада Пайка (бригадный генерал Альберт Пайк)
      - 1-й конно-стрелковый полк чероки (полковник Джон Дрю)
      - 2-й конно-стрелковый полк чероки (полковник Стэнд Уэйти)
      - 1-й полк чокто и чикасо (полковник Дуглас Купер) — в сражении не участвовал
      - 1-й конно-стрелковый полк крик (полковник Дэниел Макинтош) — в сражении не участвовал
      - Техасский кавалерийский эскадрон Уэлча (капитан Отис Уэлч)

    - Части без подчинения
      - 19-й Арканзасский пехотный полк (подполковник П. Смит) — в сражении не участвовал
      - 22-й Арканзасский пехотный полк — в сражении не участвовал[1]
- ЛЕВОЕ КРЫЛО (генерал-майор Стерлинг Прайс)
  - Штабные части
    - Миссурийский кавалерийский батальон Сирнала (подполковник Джеймс Сирнал)

  - I Дивизия (генерал-майор Стерлинг Прайс)
    - 1-я Миссурийская бригада (полковник Генри Литтл)
      - 1-й Миссурийский кавалерийский полк (полковник Элайджа Гейтс)
      - 2-й Миссурийский пехотный полк (полковник Джон Бернбридж)
      - 3-й Миссурийский пехотный полк (полковник Бенджамин Райвз)
      - Миссурийская артиллерийская батарея Уэйда (капитан Уильям Уэйд)
      - Миссурийская артиллерийская батарея Кларка (капитан Черчилль Кларк)

    - 2-я Миссурийская бригада (полковник Уильям Слэк)
    - 3-я Миссурийская бригада (полковник Колтон Грин)

  - Гвардия штата Миссури
    - II дивизия (бригадный генерал Мартин Грин)
      - Неустановленные пехотные и кавалерийские части
      - Миссурийская батарея Найсли (капитан Джеймс Найсли)

    - III дивизия (полковник Джон Кларк)
      - 1-й пехотный полк (майор Джон Рукер)
      - 2-й пехотный полк (полковник Конгрев Джексон)
      - 3-й пехотный полк (майор Роберт Хатчинсон)
      - 4-й и 5-й пехотные полки (полковник Дж. Пойндекстер)
      - 6-й пехотный полк (подполковник Куинтон Пичер)
      - Миссурийская батарея Талла (капитан Фрэнсис Талл)

    - V дивизия (полковник Джеймс Сондерс)
      - Неустановленные пехотные и кавалерийские части
      - Батарея Келли (капитан Джозеф Келли)

    - VI дивизия (майор Херндон Линдсей)
      - Неустановленные пехотные и кавалерийские части
      - Батарея Горэма (капитан Джеймс Горэм)

    - VII и IX дивизии (бригадный генерал Дэниел Фрост)
      - Неустановленные пехотные и кавалерийские части
      - Миссурийская батарея Гвибора (капитан Генри Гвибор)
      - Сент-Луисская батарея Макдональда (капитан Эмметт Макдональд)

    - VIII дивизия (бригадный генерал Джеймс Рэйнс)
      - 1-й пехотный полк (полковник Уильям Эрвин)
      - 2-й пехотный полк (подполковник Джон Боумэн)
      - 3-й пехотный полк (подполковник А. Пирси)
      - 4-й пехотный полк (подполковник Джон Стеммонс)
      - Кавалерийская рота Шелби (капитан Джо Шелби)
      - Миссурийская батарея Бледсоу (лейтенант Чарльз Хиггинс)